# VersaBank
Die VersaBank, ehemals Pacific & Western Bank of Canada (PWBank), ist ein Bankunternehmen mit Hauptsitz in London, Ontario, Kanada. Das Kreditgeschäft der Bank befindet sich in Saskatoon, Saskatchewan. Weitere Niederlassungen hat das Unternehmen in Toronto, Calgary und Vancouver. Die Bank ist an der Börse gelistet. 

## Geschichte
Das Unternehmen wurde im Jahre 1980 in Saskatoon, Saskatchewan gegründet. 

## Geschäftsbereiche
- Verbraucherkredite und Kreditkarten
- Baukredite
- Kredite für Öffentliche Einrichtungen
- Unternehmenskredite